# Julian Niehues
Julian Niehues, né le 17 avril 2001 à Münster en Allemagne, est un footballeur allemand qui évolue au poste de milieu défensif au FC Kaiserslautern.

## Biographie

### En club
Né à Münster en Allemagne, Julian Niehues est formé par le club local du SC Preußen Münster puis par le Borussia Mönchengladbach qu'il rejoint en 2018, mais après avoir fait ses débuts avec l'équipe réserve du club lors de la saison 2020-2021, il n'est pas conservé à l'issue de celle-ci.
Lors de l'été 2021, Julian Niehues rejoint donc librement le FC Kaiserslautern. Le transfert est annoncé le 19 juin 2021.
Le club évolue alors en troisième division allemande lorsqu'il joue son premier match de championnat le 15 août 2021, contre le Viktoria Berlin. Il est titularisé et son équipe s'incline lourdement par quatre buts à zéro.
Lors de cette saison 2021-2022 participe à la promotion de son équipe vers la deuxième division allemande, le FC Kaiserslautern parvenant à s'imposer lors du barrage d'accession au niveau supérieur le 24 mai 2022 face au SG Dynamo Dresde (0-0 à l'aller puis victoire 0-2 au match retour),.
Niehues fait ses débuts en deuxième division allemande le 15 juillet 2022, lors de la première journée de la saison 2022-2023, face au Hanovre 96. Il est titularisé et son équipe l'emporte par deux buts à un.